# كورتيس بويد
كورتيس بويد (بالإنجليزية: Curtis Boyd)‏ هو طبال أمريكي، ولد في 9 يونيو 1940 في نيويورك في الولايات المتحدة.

## روابط خارجية
- كورتيس بويد على موقع ميوزك برينز (الإنجليزية)
- كورتيس بويد على موقع أول ميوزيك (الإنجليزية)